# Chambers Inlet
Das Chambers Inlet ist eine Bucht an der Ingrid-Christensen-Küste des ostantarktischen Prinzessin-Elisabeth-Lands. In den Vestfoldbergen liegt sie auf der Südseite des Ellis-Fjords.
Das Antarctic Names Committee of Australia benannte sie 1973 nach Brian McR. Chambers, leitender Funktechniker auf der Davis-Station im Jahr 1970.